# Nikolaj Gogol
Mykola Vasyliovych Hohol (ukrainsk: Микола Васильович Гоголь tr. Mykola Vasyliovych Hohol; født 31. marts 1809 i Velyki Sorochyntsi, Poltava oblast, Ukraine), død 4. marts 1852 i Moskva) var en ukrainsk forfatter.
Under det voldsomme pres af en kunstnerisk konflikt og religiøs krise brændte han størstedelen af sine manuskripter. 

## Trivia
- Med inspiration fra Mykola Hohol og dennes værk Døde Sjæle overvejede Karen Blixen at benytte pseudonymet Nozdrefs Cook i forbindelse med udgivelsen af værket Nine Tales, der senere fik titlen Seven Gothic Tales. Hun valgte dog det mere bibelsk-inspirerede pseudonym Isak Dinesen.

## Udvalgte værker
- Taras Bulba (1835)
- Næsen (novelle) (1835-36)
- Revisoren (1836)
- Døde Sjæle (1842)

## Adaptationer
Hohols værker er flere gange blevet anvendt som grundlag for skuespil og er blevet filmatiseret. Blandt filmatiseringer er bl.a.: 
Døde sjæle
- Døde Sjæle (1909)
- Mjortvyje dusji (1960)
- Mjortvyje dusji, tv-miniserie fra 1984

Julenat
- Julenat (1913)
- Julenat (1951)

Revisoren
- Revisoren (1952)
- Revisoren (1996)

Taras Bulba
- Taras Bulba (1909)
- Taras Bulba (2009)

Vij
- Vij (1967)
- Vij (2014)

Serie af dramafilm om Hohol og tilblivelsen af nogle af Gogols værker
- Hohol. Natjalo
- Hohol. Strasjnaja mest
- Hohol. Vij